# سيكورسكي سايفر
سيكورسكاي سايفر (بالإنجليزية:  Sikorsky Cypher)‏ وسايفر 2 (بالإنجليزية:  Cypher II)‏ هما نوع من أنواع المركبات بدون طيار وقد طُورتا من قبل طيران سيكورسكاي (Sikorsky). إنهما طائرتان تقلعان وتهبطان عموديًا وتستخدمان دوارين متضادين مغلقين في غطاء دائري من أجل دفعها إلى الأمام .

## التصميم والتطوير

### سايفر

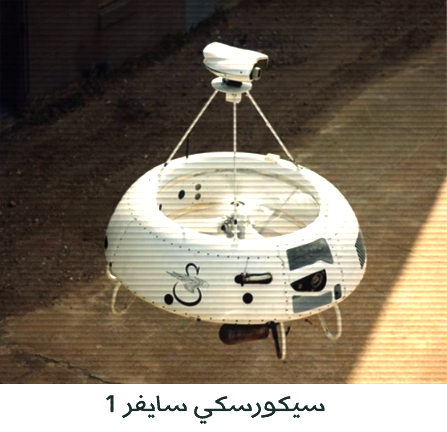

في أواخر الثمانينات، قام طيران سيكورسكاي بتجربة طيران لطائرة صغيرة بدون طيار أطلق عليها اسم سايفر، بـدوارٍ محوري بداخل إطار مستدير. غطاء الإطار المستدير طور معايير السلامة وساعد في زيادة قوة الرفع.
أول تصميم لسايفر كانت أبعاده 1.75 مترًا عرضًا (5.75 قدمًا)، و55 سنتيميترًا طولاً (1.8 [[قدم]ًا])، ووزن 20 كيلوغرامًا ( 43 باوندًا )، وحلق في صيف عام 1988.
دُعم هذا التصميم بمحرك رباعي الدوران بقوة 2.85 كيلوواط (3.8 حصان)، وحمل على شاحنةٍ من أجل اختبارات طيران لاحقة. لقد قاد ذلك إلى تحليق نموذج سايفر والذي يزن 110 كيلوغرامًا (240 باوندًا)، و يبلغ عرضه 1.9 مترًا (6.2 قدم). و قد دعم بضاغط ومحرك دوراني بقوة 40 كيلوواط (53 حصان). بعد أول محاولة طيران حرة في عام 1993، تم استخدام نموذج سايفر في اختبارات الطيران والتوضيحات في التسعينيات، والذي قاد دبوره إلى تصميم جيل جديد سمي بسايفر 2، وقد نافس في مسابقة VT-UAV في بحرية الولايات المتحدة.
لقد حلق أول نموذج في أبريل عام 1992 وحلق بحرية في 1993. تبعته بعد ذلك أكثر من 550 محاولة طيران للحكومة الأمريكية. يستطيع سايفر أن يحمل حزمة حساسات على الدعامات التي تقع فوق هيكله، ويستطيع نقل حمولة تزن 50 باوندًا (23 كيلوغرام).

### سايفر 2

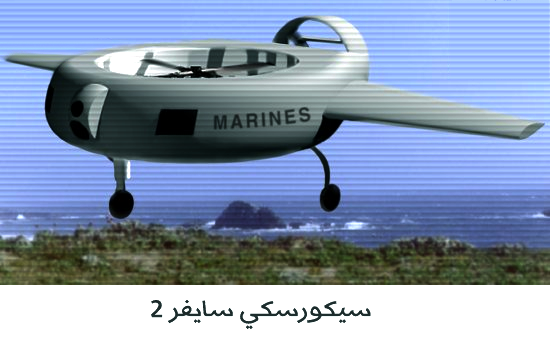

لقد تم إنشاء طائرتين من نوع سايفر 2 لسلاح البحرية الأمريكية، و سميت تلك الطائرة بمحارب التنين (Dragon Worrier). إن حجم هذا تصميم سايفر 2 مشابه لسابقه، إلا أن لديه لديه مروحة دافعة بالإضافة إلى الدوار، وباستطاعته استخدامهما الاثنين في مهمات الاستطلاع طويلة المدى. بهذا الشكل المجنح، يقطع سايفر 2 مدىً وقدره 185 كيلومترًا (115 ميلًا) بسرعة تصل إلى 230 كيلومترً في الساعة (145 مترًا في الساعة). إلا أنه ليس من الواضح إن كان سُيبدأ في صناعة سايفر أم لا.

## الخصائص العامة
- الطاقم: لا يوجد.
- السعة: 50 باوند (23 كيلوغرام).
- الطول: 6 قدمًا و2 إنشًا (1.88 مترًا).
- قطر الدوار: 4 قدمًا (1.22 مترًا).
- الارتفاع: 2 قدم (0.61 مترًا).
- مساحة الاسطوانة: 25.2 قدمًا مربعًا (2.4 متر مربع).
- الوزن المحمول: 264 باوندًا (120 كيلوغرامًا).
- وزن الإقلاع الأقصى (الوزن المسموح للإقلاع): 300 - 340 باوندًا (136 - 154 كيلوغرامًا).
- المحرك: محركات بدون طيار AR801، محرك وانكل الدوراني بقوة 50 حصان (37 كيلوواط).

## الأداء
- السرعة القصوى: 52 عقدة (97 كيلومترًا في الساعة).
- المدى: 49 - 67 نانومتر (56 - 77 ميليمتر، 90 - 125 كيلومتر) ويعتمد هذا على الطراز.
- أقصى ارتفاع: 8000 قدمًا (2440 مترًا).
- معدل تغيير الضغط في المحرك الميكانيكي: 9.9 باوندًا لكل قدم مربع (47.5 كيلوغرام لكل متر مربع).
- الطاقة \ السعة: 0.2 حصان لكل باوند (0.32 كيلوواط لكل كيلوغرام).
- الاحتمال: 2-3 ساعات.